# گلوکورونوزیل‌ترانسفراز
یوریدین ۵'-دی‌فسفو-گلوکورونوزیل‌ترانسفراز (انگلیسی: Uridine 5'-diphospho-glucuronosyltransferase) که با نام‌های گلوکورونوزیل‌ترانسفراز، یودی‌پی-گلوکورونوزیل ترانسفراز و «UDP-GT» هم شناخته می‌شود، نوعی گلیکوزیل‌ترانسفراز میکروزومی است که فرایند انتقال اسید گلوکورونیک از اوریدین دی‌فسفات گلوکورونیک اسید را به یک مولکول کوچک آب‌گریز ممکن می‌سازد. به این واکنش شیمیایی گلوکورونیداسیون می‌گویند.
این آنزیم مسئول فرایند گلوکورونیداسیون است که مهمترین بخش «فاز ۲ متابولیسم آنزیم‌های کونژوگه‌کننده» محسوب می‌شود و پژوهش‌های فراوانی در اواسط تا اواخر دههٔ ۱۹۹۰ میلادی بر روی آن انجام شد.

## اهمیت بالینی
اگر نوع خاصی از این آنزیم که مسئول سوخت‌وساز بیلی‌روبین است، کم باشد، نوعی بیماری به نام سندرم ژیلبرت به‌وجود می‌آید.
فقدان کامل این آنزیم «نشانگان کریگلر نجار ۱» را در پی دارد که بیماری جدی‌تری است. (در نشانگان کریگلر نجار ۲، کمتر از ۱۰٪ این آنزیم فعال است).
شیرخواران هنوز مقدار کافی از این آنزیم را در اختیار ندارند و به همین سبب کبدشان قادر به متابولیسم کامل داروی کلرامفنیکل نیست. به‌همین دلیل ممکن است در اثر تجویز این دارو، دچار «سندرم بچه خاکستری» شوند.